# Björn Ludwig
Björn Ludwig (* 1968 in Offenbach am Main) ist ein deutscher Autor.

## Leben
Björn Ludwig wuchs zunächst in seinem Geburtsort Offenbach am Main auf und kam 1970, als er etwa zwei Jahre alt, nach Berlin, wo er seitdem lebt. Er schloss seine Schulausbildung mit dem Abitur ab und hatte anschließend ein bewegtes Leben. Ludwig arbeitete unter anderem als sogenannter Drücker, Fluggastkontrolleur und Türsteher eines Bordells. Außerdem war er u. a. bei einem Abbruchunternehmen sowie als Projektleiter bei einer Bed and Breakfast-Privatzimmervermittlung beschäftigt.
Seit 2000 ist Ludwig schriftstellerisch tätig. In seinen Texten und Erzählungen verarbeitete er seine vielfältigen Erfahrungen aus der Arbeitswelt sowie insbesondere aus dem Kiezmilieu und der Subkulturszene in Berlin. 2002 erschien im niedersächsischen Verlag Andreas Reiffer sein erster Prosaband Halbseidene Helden, der in der Edition SUBH der vom Reiffer-Verlag seit 1993 herausgegebenen Social-Beat-Literaturzeitschrift SUBH herauskam. Als spätes Zeitdokument der Social-Beat-Bewegung, die ihren Höhepunkt Mitte der 1990er Jahre hatte und dann Ende der 1990er/Anfang der 2000er Jahre in der sich parallel entwickelnden Slam-Poetry-Szene aufging, fand das Buch u. a. Eingang ins Deutsche Literaturarchiv Marbach.
2005 erschien im süddeutschen Verlag Killroy Media Ludwigs zweiter Prosaband Einmal fliegen noch, in dem er die tragische Liebesgeschichte zwischen einem etwa dreißigjährigen deutschen „Lebenskünstler“ und einer knapp zehn Jahre älteren polnischen Boxerin erzählt und dabei einen Einblick in das Halbweltmilieu und die Welt der Boxkeller in Berlin-Kreuzberg gibt. Das Buch fand einige Beachtung bei Publikum und Kritik und wurde mehrmals rezensiert, wie u. a. im Online-Magazin Textem, im Online-Feuilleton satt.org und in der Literaturzeitschrift Die Brücke.
Außerdem veröffentlichte Ludwig eine Reihe von Prosatexten und Stories in verschiedenen Literaturzeitschriften, wie u. a. im süddeutschen Literaturmagazin Wandler.
Björn Ludwig lebt in Berlin.

## Werke
- Halbseidene Helden. Stories (= Edition SUBH). 1. Auflage. Verlag Andreas Reiffer, Braunschweig 2002, ISBN 3-934896-30-8.
- Einmal fliegen noch. Erzählung (= Killroy 10 + 1 Stories, Band 5). 1. Auflage. Killroy Media, Asperg 2005, ISBN 3-931140-25-3 (Rezension von Gabi Schaffner im Online-Magazin Textem; Rezension von Ní Gudix im Online-Feuilleton satt.org).